# Pseudonebaliopsis atlantica
Pseudonebaliopsis atlantica is een kreeftachtigensoort uit de familie van de Nebaliopsididae. De wetenschappelijke naam van de soort is voor het eerst geldig gepubliceerd in 1996 door Petryashov.